# Hermandad del Transporte (Jerez)
La Real, Fervorosa, Piadosa y Mercedaria Hermandad y Cofradía de Nazarenos de Ntro. Padre Jesús del Consuelo en el Desprecio de Herodes, Madre de Dios de la Misericordia (Reina del Transporte), y San Cristóbal Mártir, es una de las cofradías católicas que procesionan en la Semana Santa de Jerez de la Frontera, realiza su procesión en la tarde noche del Domingo de Ramos. Es popularmente conocida como la Hermandad del Transporte, debido a su vinculación con el gremio de los transportistas.

## Historia

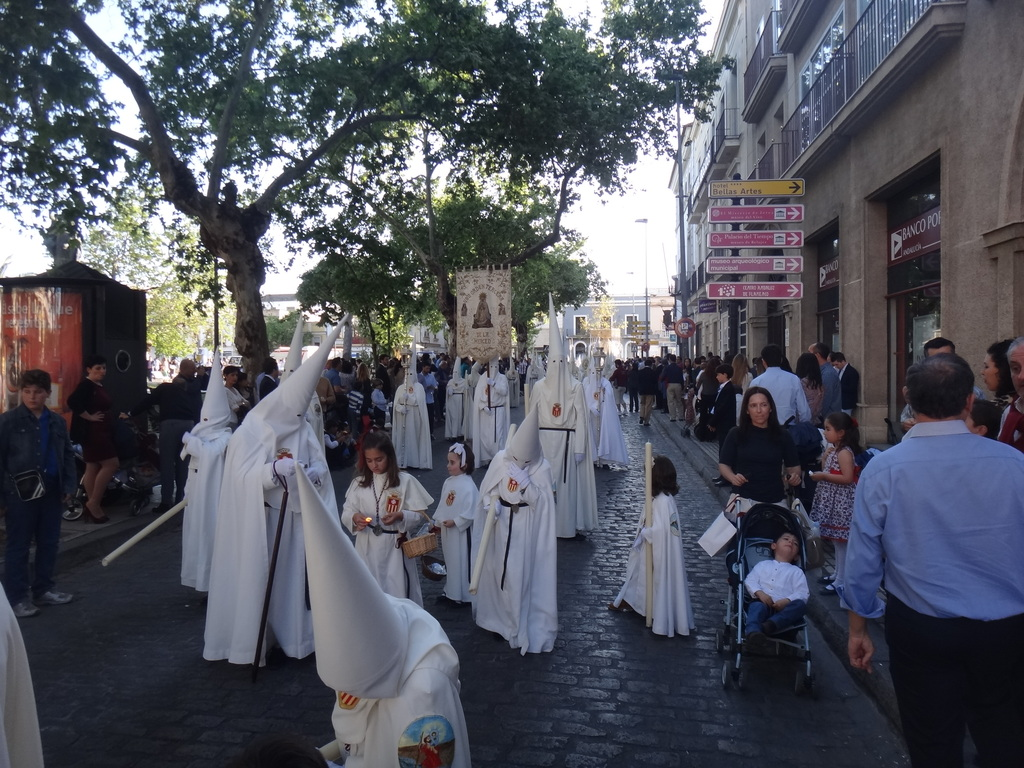
Cortejo del paso de palio.

Los primeros estatutos de la Hermandad fueron aprobados el 19 de octubre de 1954, bajo el patronazgo de San Cristóbal Mártir, debido a nuestra relación con el gremio de los transportistas. El Domingo de Ramos de 1955 esta Hermandad realiza su primera salida procesional sacando en aquella ocasión tan solo el paso de misterio, en el que representa , como indica el mismo título de la hermandad, el Pasaje de la Pasión en que Nuestro Señor es rechazado por el Rey Herodes.

## Túnica
Túnica de capa de lana de color crema, correa negra de cuero con colgante, zapatos negros, calcetines blancos de hilo. Al lado izquierdo de la capa y a la altura del hombro el óvalo de San Cristóbal. En el extremo inferior del capirote el escudo de la Orden de la Merced.

## Pasos
En el paso de misterio se representa el momento de la Pasión en el cual Jesús es trasladado hasta Herodes, y éste lo desprecia, ante los Escribas, los Sumos Sacerdotes, y los romanos. 
Francisco y Lutgardo Pinto tallaron el paso de misterio, de estilo Barroco sevillano y con la canastilla muy baja.
En el segundo paso dolorosa bajo palio.
Las bambalinas fueron bordadas por los talleres de Carrasquilla en su parte exterior, posteriormente se enriqueció este bordado y se realizó el mismo en el interior en los talleres esta vez de Ildefonso, de Jerez de la Frontera. Las bambalinas están bordadas sobre una malla de oro en encaje de bolillos.
La orfebrería pertenece a los talleres de Seco Velasco y los talleres de Villarreal. 
El exorno floral que suele llevar Madre de Dios de la Misericordia suele estar compuesto por orquídeas.

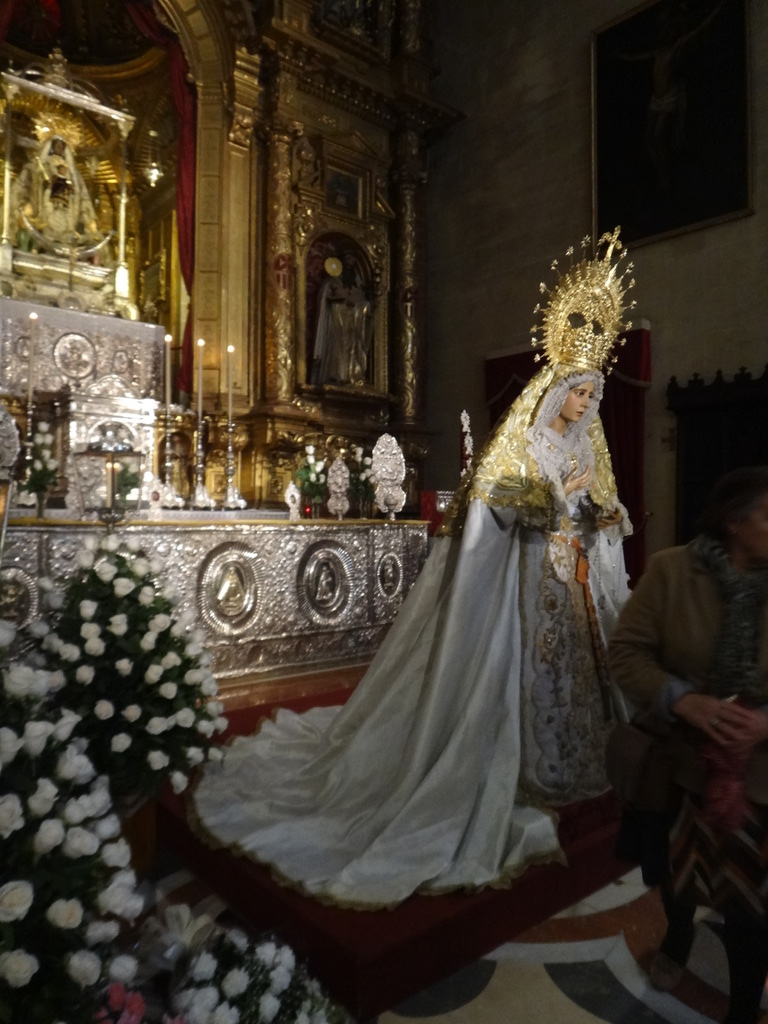
Besamanos

## Paso por Carrera Oficial
| Predecesor: Hermandad del Perdón | Orden de entrada en Carrera Oficial (Domingo de Ramos) 5º lugar | Sucesor: Hermandad de las Angustias (Jerez) |

## Reconocimientos
La dolorosa recibió el 'Volante de Oro de San Cristóbal' en 2018.
La hermandad concede la insignia de oro a las personas de labor destacada.